# Apraksja
Apraksja – upośledzenie precyzyjnych, celowych ruchów przy braku niedowładu, objawów móżdżkowych i zaburzeń czucia. Zaburzenia apraktyczne są często wynikiem udarów, guzów, spotyka się je również w chorobie Alzheimera.

## Podstawowe postacie apraksji

### Apraksja wyobrażeniowa (ideacyjna)
Apraksja wyobrażeniowa występuje przy rozległych chorobach mózgu, objawia się niemożnością realizowania planowanego ruchu, przestawianiem czy pomijaniem jego istotnych elementów składowych a dodawaniem zbędnych.

### Apraksja ruchowa
Apraksja ruchowa polega na niemożności wykonywania ruchów precyzyjnych (np. pisanie, gra na instrumentach muzycznych); ruchy chorego są niezgrabne, niepewne; zwykle występuje po stronie przeciwnej do uszkodzenia.

### Apraksja wyobrażeniowo-ruchowa
W tej postaci apraksji chory nie może wykonać poleconej funkcji (mimo że wie jak to zrobić), przy czym instrukcja wspomagająca nie zmienia sytuacji, natomiast analogiczne czynności mogą być wykonane w sposób automatyczny.